# 683 a.C.
Séculos: (Século VIII a.C. - Século VII a.C. - Século VI a.C.)
688 a.C. - 687 a.C. - 686 a.C. - 685 a.C. - 684 a.C.
- 683 a.C. - 682 a.C. - 681 a.C. - 680 a.C. - 679 a.C. - 678 a.C.

## Eventos
Termina em Atenas o domínio do reis hereditários, substituídos por nove arcontes escolhidos todos os anos entre os nobres.